# المقابلين
منطقة المقابلين هي إحدى المناطق الجنوبية إلى الجزء الغربي من العاصمة الأردنية عمّان. منطقة أم قصير والبنيات والمقابلين.

## الموقع والمساحة
وتبلغ مساحتها (23 كم2)، وهي تشكل ما نسبته (9%) تقريبًا من مجموع مساحة أمانة عمان الكبرى ، وبعدد من السكان يقدر بنحو (100.000 ألف نسمة).وتعد المقابلين من المناطق المهمة نسبيًا، وما يميزها هو موقعها الفريد القريب من طريق المطار؛ وهذا يعني أن (90%) من الأشخاص الذين يريدون الذهاب إلى الجنوب سوف يمرون بها. ومن أهم شوارعها: شارع الحرية الذي يعتبر ربط بين جنوب عمان وغرب عمان.

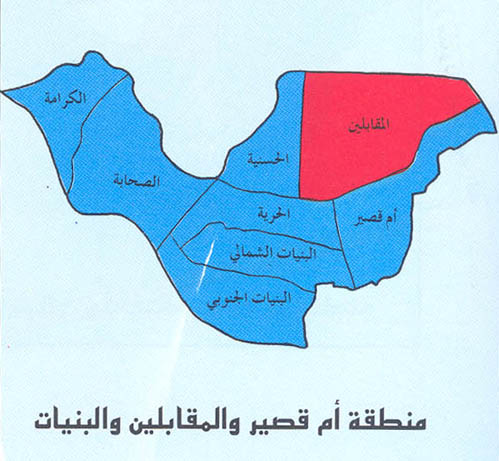
المقابلين

## أحياء
تتكون المقابلين وأم قصير والبنيات من عدة أحياء أو تجمعات سكنية عددها ثمانية وهي:
- حي الحرية
- حي الحسنية
- حي أم قصير
- حي الصحابة
- حي الكرامة
- حي المقابلين
- البنيات الشمالي
- البنيات الجنوبي
- حي الحويان

## التعليم والتعليم العالي
تضم المنطقة عدة مدارس أساسية وثانوية لكلا الجنسين بالإضافة إلى جامعات مثل:
- جامعة البترا.
- كلية وكالة الغوث للاجئين/ أونروا والتي يقع بها مقر الأمم المتحدة.

## الإعلام
حيث يتبع لها ضمن تقسيمات : أمانة عمان ، و مؤسسة الإذاعة والتلفزيون ، والمدينة الإعلامية الأردنية.

## الترفيه
- يوجد في المقابلين ثاني أكبر حديقة في المملكة (حدائق الملك عبد لله الثاني) على مساحة 550 دونم، وتشمل جميع جوانب الترفيه.
- أطراف المنطقة تلامس أجزاء متفرقة من متنزه طريق المطار.

## الأجهزة الأمنية
- مديرية الأمن العام الرئيسية : الشرطة والدرك والدفاع المدني .
- وحدة السيطرة الرئيسية في مديرية الأمن العام.
- مديرية شرطة جنوب عمان .
- دائرة المخابرات العامة - فرع جنوب عمان .
- مركز إصلاح وتأهيل الجويدة.
- مركز قوات البادية.
- مؤسسة المتقاعدين العسكريين.
- كتيبة المظليين.

## الاقتصاد
شركة الكهرباء الأردنية المتحدة والتي تُعَدّ المُغَذّي الرئيسي لمنطقة عمان الشرقية وضواحيها. وتضم كذلك عدة شركات للباطون الجاهز (المناصير ونقل والقدس). وتحوي المنطقة على مجموعة كبيرة من المصانع الرائدة في الاقتصاد الأردني بالإضافة إلى معامل الحجر والطوب التي تغذي عدة مناطق بمواد البناء الأساسية، وهي جميعها تقع على أطراف المنطقة الشمالية. مجمعات تجارية عديدة، وهناك فرع لمركز سلطان (مركز الجملة). يوجد أكبر عدد من قاعات الأفراح بالمنطقة بالنسبة إلى باقي المناطق.

## القطاع الصحي
- مستشفى الحمايدة الخاص.
- يوجد بها مركز صحي شامل بالإضافة إلى العيادات الخاصة.

## الحدود التنظيمية
تحدها تنظيميا عدد من المناطق هي (منطقة بدر، منطقة رأس العين ، وسط البلد ، منطقة خريبة السوق ، و منطقة جاوا، منطقة مرج الحمام، زهران).